# Lista Vaticanului cu cele mai bune filme
În 1995, cu ocazia aniversării a 100 de ani a cinematografiei, Vaticanul a realizat o listă cu „cele mai bune 45 filme” din toate timpurile. Cele 45 de filme sunt împărțite în trei categorii: religie,  valori și artă.
| - Andrei Rubliov (1966) - Ben-Hur (1959) - Festinul Babettei (1987) - Francisc, jonglerul lui Dumnezeu (1950) - Francesco (1989) - Evanghelia după Matei (1966) - Misiunea (1986) - Monsieur Vincent (1947) - Nazarín (1958) - Cuvântul (1954) - La Vie et la passion de Jésus-Christ (1905) - Patimile Ioanei d'Arc (1928) - Sacrificiul (1986) - Therese (1986) - Un om pentru eternitate (1966) | - A șaptea pecete (1956) - La revedere, copii (1988) - Biruma no tategoto (1956) - Carele de foc (1981) - Decalogul (1988) - Fragii sălbatici (1957) - Gandhi (1982) - Hoți de biciclete (1949) - Intoleranță (1916) - Lista lui Schindler (1993) - O viață minunată (1946) - Pe chei (1954) - Roma, oraș deschis (1945) - Copacul saboților din lemn (1978) - Vânătorul din taiga (Dersu Uzala) (1975) | - 2001: O odisee spațială (1968) - 8½ (1963) - Cele patru fiice ale doctorului March (1933) - Cetățeanul Kane (1941) - Diligența (1939) - Fantasia (1940) - Ghepardul (1963) - Iluzia cea mare (1937) - La Strada (1954) - Locuitorii de pe Lavender Hill (1951) - Metropolis (1927) - Napoleon (1927) - Nosferatu – Simfonia groazei (1922) - Timpuri noi (1936) - Vrăjitorul din Oz (1939) |

## Galerie de imagini

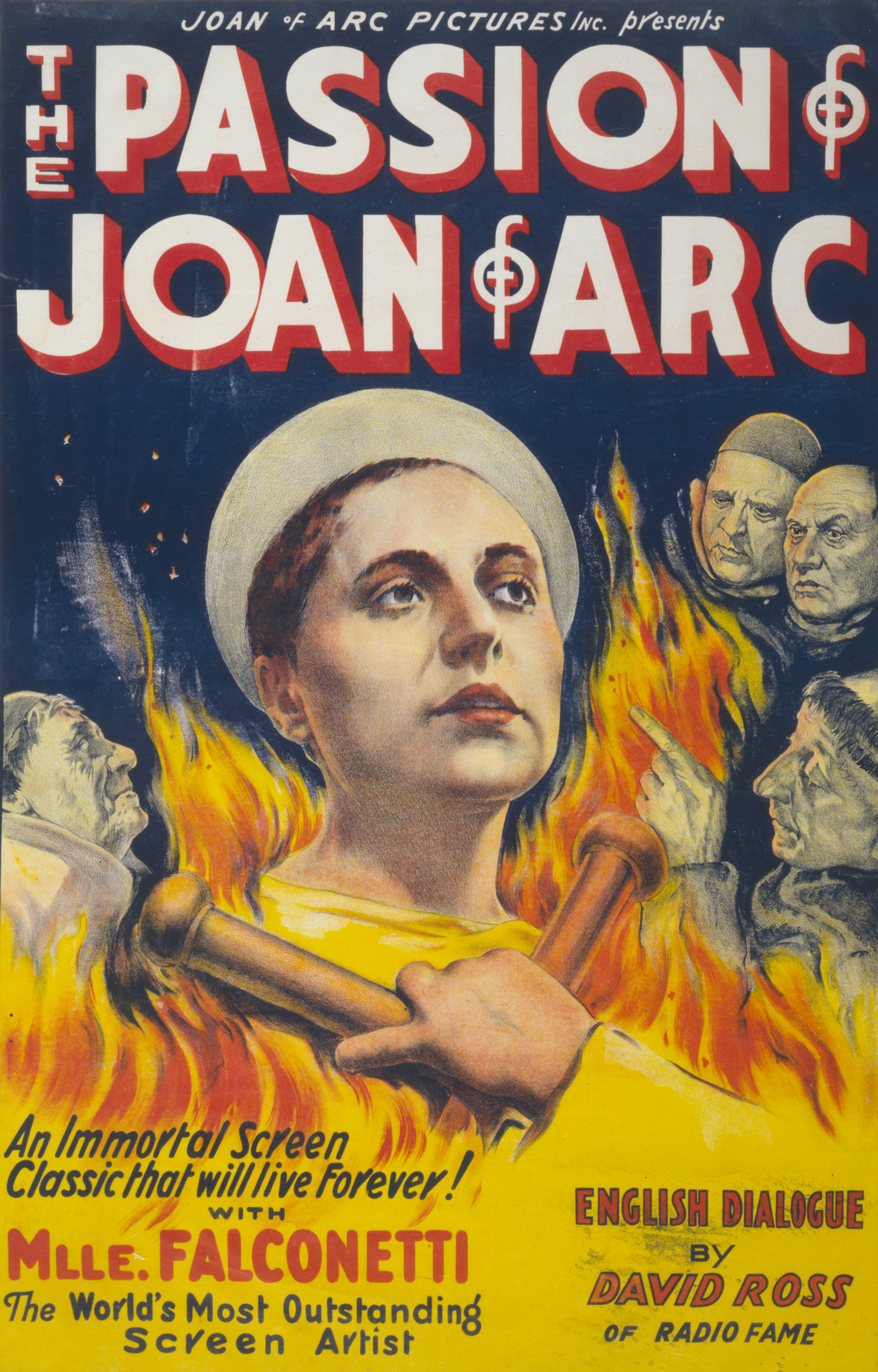
Patimile Ioanei d'Arc (1928)
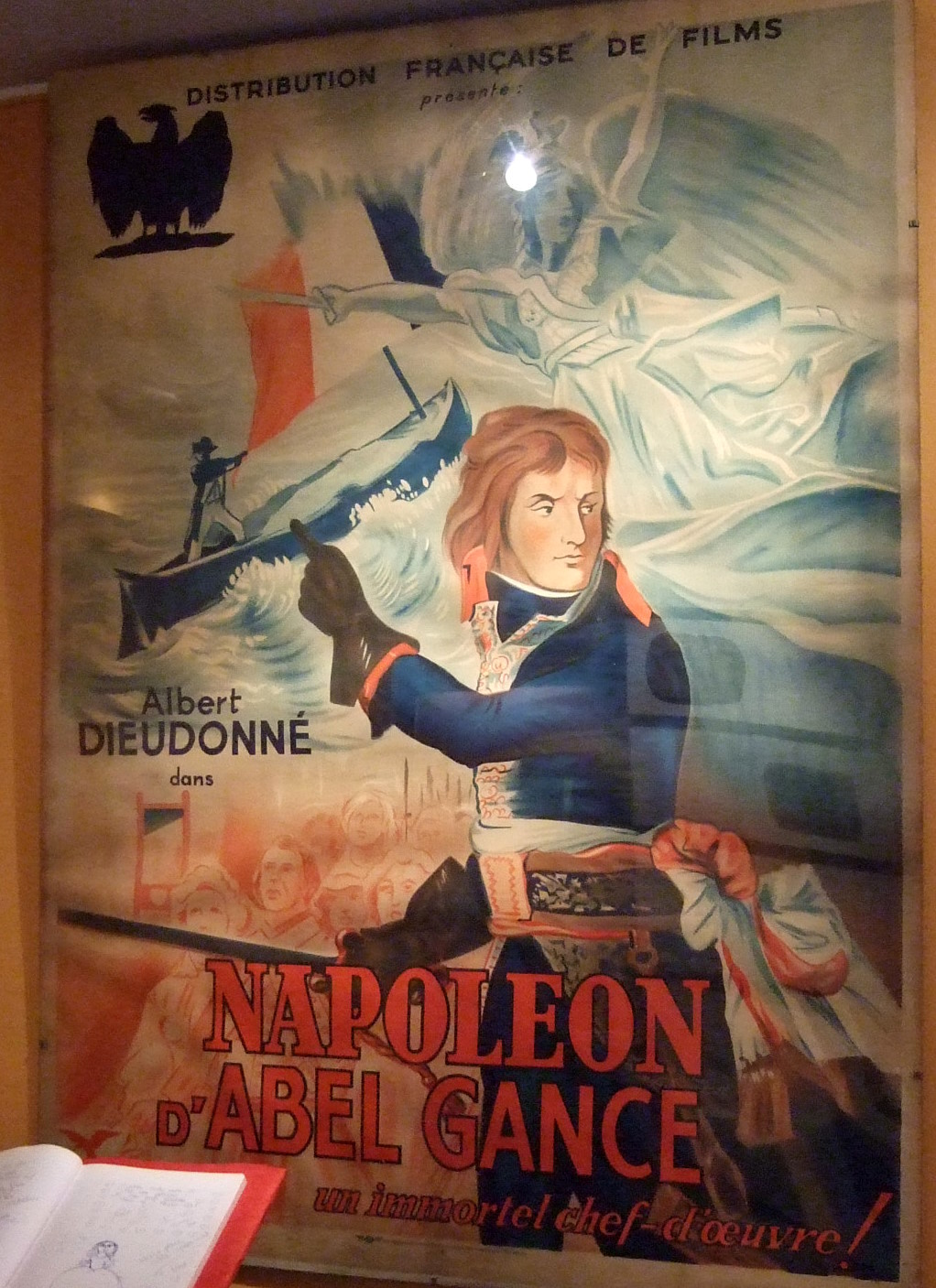
Proiecția filmului Napoléon d'Abel Gance din (1927)
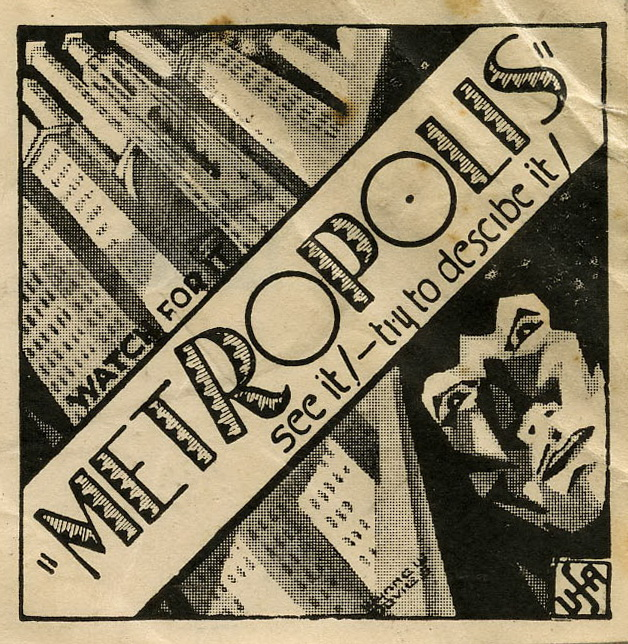
Metropolis (1927)
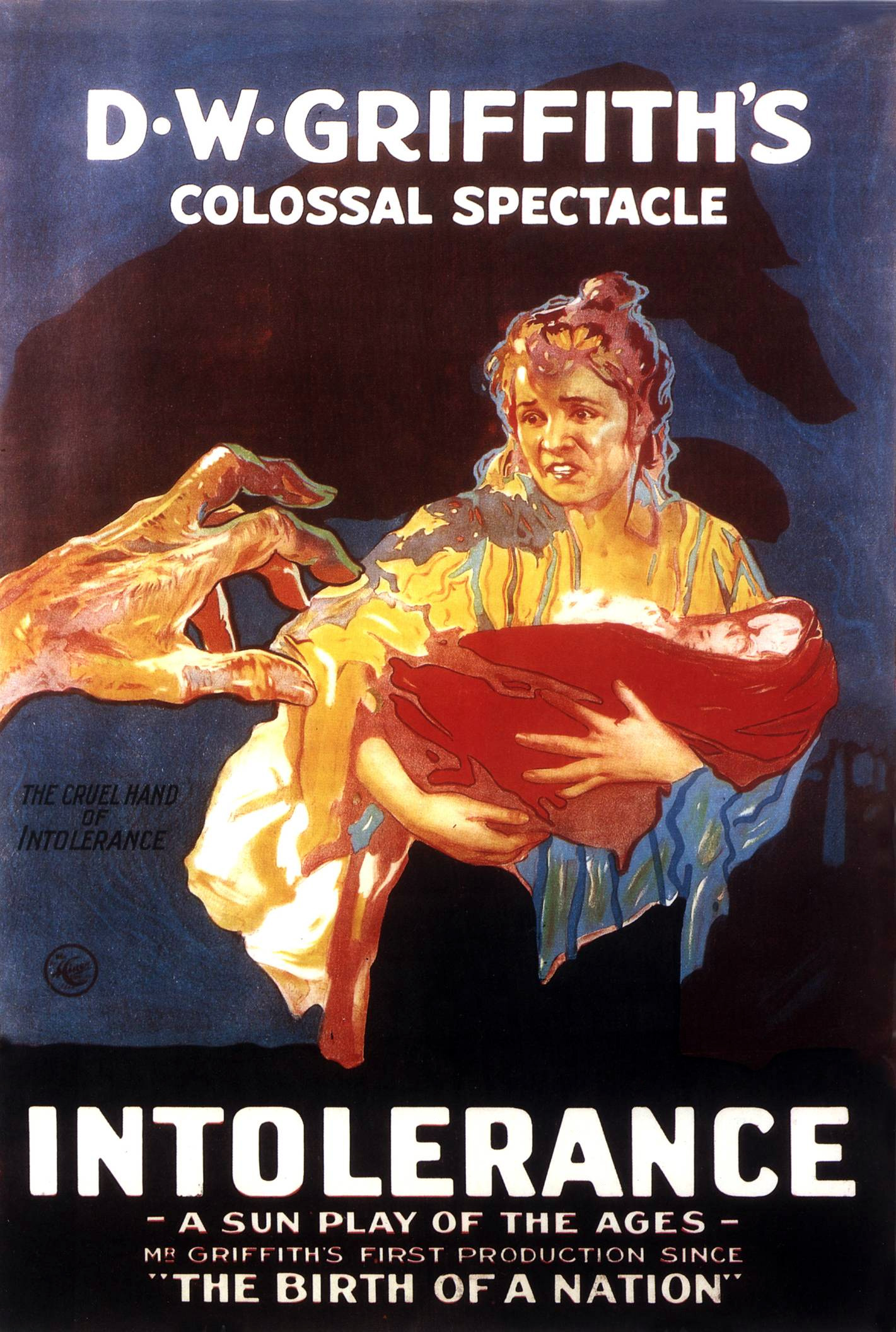
Intoleranță (1916)